# 이지 스트리트
이지 스트리트 (Easy Street)는 1917년에 제작된 찰리 채플린의 무성 단편영화이다. 이 영화는 1917년에 채플린이 제작한 최초의 영화이다.

## 줄거리
새로운 출발을 하려고 트램프는 찬송가를 부른다. 교회에서 만난 여자와 친하게 된 트램프는 경찰관이라는 새로운 직업을 갖게 된다. 그러나 마을에는 사나운 깡패가 있다. 이 깡패는 엄청난 힘을 가지고 있어서 모든 주민들이 겁을 먹고 있다. 트램프는 우연히 이 깡패를 잡게 된다. 트램프는 약간 우쭐해진다.
그러나 자신의 힘을 이용해 경찰서에서 빠져나온 깡패는 트램프를 복수하려 들고 결국 만난다. 간신히 깡패와 그들의 떼거리를 트램프는 이기게 된다. 그리고 마을을 따뜻하게 만들어가려고 한다.

## 캐스팅
- 찰리 채플린 - 리틀 트램프
- 에드나 퍼바이언스 - 여자
- 에릭 켐벨 - 깡패
- 앨버트 오스틴 - 경찰 / 목사
- 레오 화이트 - 경찰
- 차로트 미니우 - 깡패의 아내
- 헨리 버그만 - 무정부주의자
- 제임스 T. 켈리 - 경찰 / 성도
- 존 랜드 - 경찰 / 신도
- 로열 언더우드 - 경찰 / 키가 작은 아빠
- 톰 우드 - 경찰서장

## 같이 보기
- 찰리 채플린의 영화 목록